# Distretto di Mürzzuschlag
Mürzzuschlag è stato un distretto amministrativo dello stato di Stiria, in Austria. Il 1º gennaio 2013 il distretto si è fuso con quello di Bruck an der Mur per formare il nuovo Distretto di Bruck-Mürzzuschlag.

## Geografia antropica
Il distretto era suddiviso in 16 comuni, di cui 2 con status di città e 5 con diritto di mercato. Ogni comune ha scritto sotto i propri comuni catastali (Katastralgemeinden), corrispettivi grossomodo alle frazioni.

### Città
- Kindberg
- Mürzzuschlag
  - Auersbach, Edlach, Hönigsberg, Kohleben, Lambach, Pernreit, Schöneben

### Comuni mercato
- Krieglach
  - Alpl, Freßnitz, Freßnitzgraben, Krieglach-Schwöbing, Malleisten, Massing, Sommer
- Langenwang
  - Feistritzberg, Hönigsberg, Langenwang-Schwöbing, Lechen, Mitterberg, Pretul, Traibach
- Mitterdorf im Mürztal
  - Lutschaun
- Neuberg an der Mürz
  - Alpl, Arzbach, Dorf, Krampen, Lechen, Neudörfl, Veitschbach
- Veitsch
  - Großveitsch, Kleinveitsch, Niederaigen

### Comuni
- Allerheiligen im Mürztal
  - Edelsdorf, Jasnitz, Leopersdorf, Sölsnitz, Wieden
- Altenberg an der Rax
  - Altenberg, Greith, Steinalpl
- Ganz
  - Auersbach, Eichhorntal, Lambach, Schöneben
- Kapellen
  - Raxen, Stojen
- Mürzhofen
- Mürzsteg
  - Dobrein, Dürrenthal, Frein an der Mürz, Kaltenbach, Lanau, Niederalpl, Scheiterboden, Tebrin
- Spital am Semmering
  - Steinhaus am Semmering
- Stanz im Mürztal
  - Brandstatt, Dickenbach, Fladenbach, Fochnitz, Hollersbach, Possegg, Retsch, Sonnberg, Traßnitz, Unteralm
- Wartberg im Mürztal